# استانیسلاو داینیکین

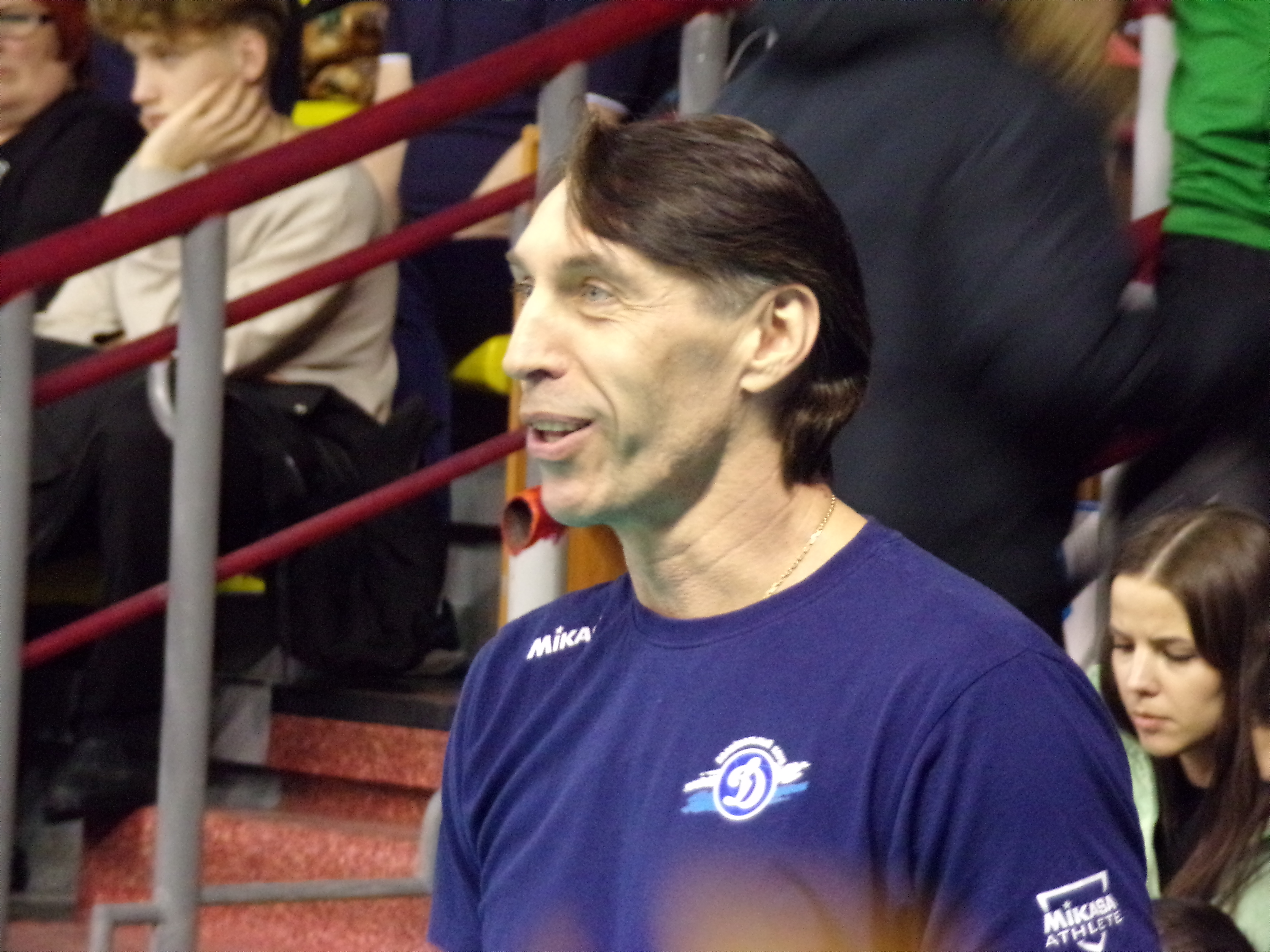
استانیسلاو داینیکین - ۲۰۲۳

استانیسلاو داینیکین (روسی: Станислав Анатольевич Динейкин) بازیکن سابق تیم ملی والیبال روسیه که به همراه روسیه به مدال برنز المپیک ۲۰۰۴ دست یافت.